# Guaracava-de-bico-curto
Elénia-de-bico-curto, tuque-pium ou guaracava-de-bico-curto (Elaenia parvirostris) é uma espécie de ave da família Tyrannidae.
Pode ser encontrada nos seguintes países: Argentina, Aruba, Bolívia, Brasil, Colômbia, Equador, Guiana Francesa, Guiana, Antilhas Holandesas, Paraguai, Peru, Suriname, Trinidad e Tobago, Uruguai e Venezuela.
Os seus habitats naturais são: florestas secas tropicais ou subtropicais, florestas subtropicais ou tropicais húmidas de baixa altitude e florestas secundárias altamente degradadas.